# Шигацзе
Шигацзе (кит. спр. 日喀则市, піньїнь: Rìkāzé Shì; тиб. གཞིས་ཀ་རྩེ) — місто-округ в Тибетському автономному районі.

## Географія
Округ Шигацзе займає значну частину півдня Тибетського плато (регіон У-Цанг).
Межує на півдні з усіма регіонами Непалу, крім Далекозахідного, Індією (штат Сіккім) та Бутаном.

### Клімат
Місто знаходиться у зоні, котра характеризується континентальним субарктичним кліматом. Найтепліший місяць — червень із середньою температурою 14.5 °C (58.1 °F). Найхолодніший місяць — січень, із середньою температурою -4.1 °С (24.6 °F).
| Клімат Шигацзе (район Самжубцзе)          | Клімат Шигацзе (район Самжубцзе) | Клімат Шигацзе (район Самжубцзе) | Клімат Шигацзе (район Самжубцзе) | Клімат Шигацзе (район Самжубцзе) | Клімат Шигацзе (район Самжубцзе) | Клімат Шигацзе (район Самжубцзе) | Клімат Шигацзе (район Самжубцзе) | Клімат Шигацзе (район Самжубцзе) | Клімат Шигацзе (район Самжубцзе) | Клімат Шигацзе (район Самжубцзе) | Клімат Шигацзе (район Самжубцзе) | Клімат Шигацзе (район Самжубцзе) | Клімат Шигацзе (район Самжубцзе) |
| Показник                                  | Січ.                             | Лют.                             | Бер.                             | Квіт.                            | Трав.                            | Черв.                            | Лип.                             | Серп.                            | Вер.                             | Жовт.                            | Лист.                            | Груд.                            | Рік                              |
| Абсолютний максимум, °C                   | 12                               | 20                               | 17                               | 22                               | 26                               | 26                               | 27                               | 23                               | 22                               | 22                               | 15                               | 15                               | 27                               |
| Середній максимум, °C                     | 5                                | 7                                | 10                               | 15                               | 18                               | 21                               | 20                               | 18                               | 18                               | 15                               | 10                               | 6                                | 13                               |
| Середня температура, °C                   | −3                               | −1                               | 2                                | 7                                | 10                               | 14                               | 14                               | 13                               | 12                               | 7                                | 1                                | −3                               | 6                                |
| Середній мінімум, °C                      | −12                              | −9                               | −5                               | −1                               | 3                                | 7                                | 9                                | 8                                | 6                                | −1                               | −8                               | −12                              | −1                               |
| Абсолютний мінімум, °C                    | −20                              | −17                              | −13                              | −8                               | −5                               | 0                                | 5                                | 0                                | −1                               | −12                              | −18                              | −18                              | −20                              |
| Норма опадів, мм                          | 0.5                              | 0.3                              | 0.9                              | 1.9                              | 12.7                             | 55.3                             | 117.3                            | 131.9                            | 51.1                             | 6                                | 0.8                              | 0                                | 378.7                            |
| Днів з опадами                            | 0,5                              | 0,5                              | 1,2                              | 2,6                              | 7,2                              | 13,9                             | 20,4                             | 22,3                             | 13,8                             | 3,2                              | 0,9                              | 0,2                              | 86,7                             |
| Вологість повітря, %                      | 47                               | 51.1                             | 54.2                             | 56.8                             | 57.9                             | 61.8                             | 66.9                             | 68.4                             | 65.2                             | 56.4                             | 50.9                             | 47.8                             | 57                               |
| ----------------------------------------- | -------------------------------- | -------------------------------- | -------------------------------- | -------------------------------- | -------------------------------- | -------------------------------- | -------------------------------- | -------------------------------- | -------------------------------- | -------------------------------- | -------------------------------- | -------------------------------- | -------------------------------- |
| Джерело: Weatherbase, Weatherbase (опади) |                                  |                                  |                                  |                                  |                                  |                                  |                                  |                                  |                                  |                                  |                                  |                                  |                                  |

## Адміністративний поділ
Префектура поділяється на 1 міський район та 17 повітів
| Карта | Карта     | Карта      | Карта            | Карта |
| --- | --------- | ---------- | ---------------- | ----- |
| ① Жонгба Сага Г'їронг Нгамринг Ньялам Тінгрі Шетонгмон ② Саг'я Дінг'є ③ ④ Намлінг Ядонг Кангмар ⑤ ⑥ ① Самжубцзе ② Лхацзе ③ Гамба ④ Бенанг ⑤ Г'янгцзе ⑥ Ринбунг |           |            |                  |       |
| Статус | Назва     | Китайською | Населення (2020) |       |
| Район | Самжубцзе | 桑珠孜区   | 158 290          |       |
| Повіт | Бенанг    | 白朗县     | 44 564           |       |
| Повіт | Гамба     | 岗巴县     | 11 276           |       |
| Повіт | Г'їронг   | 吉隆县     | 17 536           |       |
| Повіт | Г'янгцзе  | 江孜县     | 68 650           |       |
| Повіт | Дінг'є    | 定结县     | 20 362           |       |
| Повіт | Жонгба    | 仲巴县     | 26 897           |       |
| Повіт | Кангмар   | 康马县     | 20 864           |       |
| Повіт | Лхацзе    | 拉孜县     | 56 355           |       |
| Повіт | Намлінг   | 南木林县   | 83 531           |       |
| Повіт | Нгамринг  | 昂仁县     | 55 108           |       |
| Повіт | Ньялам    | 聂拉木县   | 17 009           |       |
| Повіт | Ринбунг   | 仁布县     | 33 530           |       |
| Повіт | Сага      | 萨嘎县     | 16 220           |       |
| Повіт | Саг'я     | 萨迦县     | 48 766           |       |
| Повіт | Тінгрі    | 定日县     | 58 173           |       |
| Повіт | Шетонгмон | 谢通门县   | 45 573           |       |
| Повіт | Ядонг     | 亚东县     | 15 449           |       |